# Каминг (округ)
Каминг (англ. Cuming County) — округ в штате Небраска, США. Столица и крупнейший город — Уэст-Пойнт. По данным переписи за 2010 год число жителей округа составляло 9139 человек. В системе автомобильных номеров Небраски округ Каминг имеет префикс 24.

## География
Каминг расположен на востоке штата Небраска. Площадь округа — 1489 км², из которых 1479 км² — суша, а 10 км² — вода. Через Каминг протекает река Элкхорн с притоками Плам, Рок, Каминг, Фишер и Пеббл-Крик.

### Транспорт
Через округ проходят:
- US 275[англ.] (англ. U.S. Route 275).
- Дорога 9 штата Небраска[англ.].
- Дорога 15 штата Небраска[англ.].
- Дорога 16 штата Небраска[англ.].
- Дорога 32 штата Небраска[англ.].
- Дорога 51 штата Небраска[англ.].

## История
Граница округа Каминг была определена актом территориальной легислатуры, принятым в марте 1855 года. Заселение началось в 1856 году, а администрация округа была создана в 1857 году. Округ был назван в честь губернатора территории Томаса Каминга. Развитие Каминга было связано с сельским хозяйством в плодородной долине реки Элкхорн. В 1870-х годах была проведена железная дорога.

## Население
В 2010 году на территории округа проживало 9139 человек (из них 49,6 % мужчин и 50,4 % женщин), насчитывалось 3756 домашних хозяйства и 2559 семьи. Расовый состав: белые — 98,9 %, афроамериканцы — 0,1 %, коренные американцы — 0,3 %, азиаты — 0,2 и представители двух и более рас — 1,1 %. Согласно переписи 2015 года в округе проживали 9078 человек, из них 53,6 % имели немецкое происхождение, 1,4 % — норвежское, 0,9 % — польское, 7,5 % — ирландское, 5,8 % — английское, 6,0 % — шведское.
Население округа по возрастному диапазону по данным переписи 2010 года распределилось следующим образом: 25,0 % — жители младше 18 лет, 2,5 % — между 18 и 21 годами, 51,7 % — от 21 до 65 лет и 20,8 % — в возрасте 65 лет и старше. Средний возраст населения — 43,7 лет. На каждые 100 женщин в Каминге приходилось 98,4 мужчин, при этом на 100 совершеннолетних женщин приходилось уже 98,2 мужчин сопоставимого возраста.
Из 3756 домашних хозяйств 68,1 % представляли собой семьи: 58,8 % совместно проживающих супружеских пар (21,8 % с детьми младше 18 лет); 5,6 % — женщины, проживающие без мужей и 3,7 % — мужчины, проживающие без жён. 31,9 % не имели семьи. В среднем домашнее хозяйство ведут 2,40 человека, а средний размер семьи — 2,94 человека. В одиночестве проживали 28,3 % населения, 14,6 % составляли одинокие пожилые люди (старше 65 лет).

### Населённые пункты
Города: Уэст-Пойнт, Уиснер
Деревни: Бэнкрофт, Бимер
Тауншипы: Бэнкрофт, Бисмарк, Бимер, Блейн, Кливленд, Каминг, Элкхорн, Гарфилд, Грант, Линкольн, Логан, Монтерей, Нелай, Сент-Чарльз, Шерман, Уиснер

## Экономика
В 2014 году из 7108 трудоспособных жителей старше 16 лет имели работу 4562 человек. При этом мужчины имели медианный доход в 42 584 долларов США в год против 30 310 долларов среднегодового дохода у женщин. В 2014 году медианный доход на семью оценивался в 62 500 $, на домашнее хозяйство — в 50 013 $. Доход на душу населения — 25 318 $. 7,6 % от всего числа семей в Каминге и 12,0 % от всей численности населения находилось на момент переписи за чертой бедности.